# Liga Insular do Sal de 2014–15
A Liga Regional (ou Insular) do Sal de 2014-15 foi a época de Associação Regional de Futebol do Sal (ARFS), competição de futebol.  O número de clubes de temporada foi seis.[carece de fontes?] A época futeboilsta arranca em 25 de outubro.
O campeão do torneio foi o Académico do Aeroporto conqustou o doizento e título recentemente é jogar em Campeonato Cabo-Verdiano de Futebol de 2015.

## Clubes
| - Académica (Espargos) - Académico do Aeroporto - CS Santa Maria | - Florença - Santa Maria |

## Resumo da Temporada
A edição 2014-15 da Campeonato Regional (ou Insular) teve o Académico do Aeroporto.

### Primeira Divisão

#### Classificação Final
| # | Equipa                 | J  | V | E | D | GP | GC | SG  | Pts | Classificação                                                |
| - | ---------------------- | -- | - | - | - | -- | -- | --- | --- | ------------------------------------------------------------ |
| 1 | Académico do Aeroporto | 10 | 5 | 5 | 0 | 21 | 3  | +18 | 20  | Qualificado para Campeonato Cabo-Verdiano de Futebol de 2015 |
| 2 | Palmeira               | 10 | 5 | 5 | 0 | 14 | 5  | +9  | 20  |                                                              |
| 3 | Sport Club Santa Maria | 10 | 4 | 2 | 4 | 14 | 12 | +2  | 14  |                                                              |
| 4 | Sport Club Verdun      | 10 | 3 | 3 | 4 | 7  | 9  | −2  | 12  |                                                              |
| 5 | Juventude              | 10 | 3 | 3 | 4 | 11 | 14 | −3  | 12  |                                                              |
| 6 | Académica do Sal       | 10 | 0 | 2 | 8 | 5  | 29 | −24 | 2   |                                                              |

Fonte: [carece de fontes?]
Regras para classificação: 1º pontos; 2º saldo de gols; 3º gols pró.
(C) = Campeão; (R) = Rebaixado; (P) = Promovido; (O) = Vencedor do play-off; (A) = Classificado para a próxima fase. 
Somente aplicável se a temporada não tiver terminado: 
(Q) = Classificado para a fase do torneio indicada; (TQ) = Classificado para o torneio, mas não para a fase indicada; (DQ) = Desclassificado do torneio.

#### Segunda Divisão
1. ASGUI
2. Florença

## Jogos
| Juventude     | 1 - 1 | Académico Aeroporto | 10 de janeiro | 14:00 |
| Académica Sal | 1 - 1 | Santa Maria         | 10 de janeiro | 16:00 |
| Verdun        | 2 - 2 | Palmeira            | 11 de janeiro | 16:00 |

| Palmeira            | 3 - 0 | Académica Sal | 17 de janeiro | 14:00 |
| Académico Aeroporto | 1 - 0 | Verdun        | 17 de janeiro | 16:00 |
| Santa Maria         | 4 - 2 | Juventude     | 18 de janeiro | 16:00 |

| Santa Maria         | 0 - 1 | Verdun    | 31 de janeiro | 14:00 |
| Académico Aeroporto | 0 - 0 | Palmeira  | 31 de janeiro | 16:00 |
| Académica Sal       | 2 - 3 | Juventude | 1 de janeiro  | 16:00 |

| Verdun              | 2 - 1 | Académica Sal | 7 de fevereiro | 14:00 |
| Palmeira            | 0 - 0 | Juventude     | 7 de fevereiro | 16:00 |
| Académico Aeroporto | 2 - 0 | Santa Maria   | 8 de fevereiro | 16:00 |

| Santa Maria   | 1 - 1 | Palmeira            | 14 de fevereiro | 14:00 |
| Juventude     | 1 - 2 | Verdun              | 14 de fevereiro | 16:00 |
| Académica Sal | 0 - 6 | Académico Aeroporto | 15 de fevereiro | 16:00 |

| Palmeira            | 1 - 0 | Verdun        | 21 de fevereiro | 14:00 |
| Académico Aeroporto | 1 - 1 | Juventude     | 21 de fevereiro | 16:00 |
| Santa Maria         | 2 - 0 | Académica Sal | 22 de fevereiro | 16:00 |

| Juventude     | 1 - 2 | Santa Maria         | 14 de março | 14:00 |
| Académica Sal | 1 - 3 | Palmeira            | 14 de março | 16:00 |
| Verdun        | 0 - 0 | Académico Aeroporto | 15 de março | 16:00 |

| Juventude | 1 - 0 | Académica Sal       | 21 de março | 14:00 |
| Verdun    | 0 - 2 | Santa Maria         | 21 de março | 16:00 |
| Palmeira  | 0 - 0 | Académico Aeroporto | 22 de março | 16:00 |

| Santa Maria   | 1 - 2 | Académico Aeroporto | 11 de abril | 14:00 |
| Académica Sal | 0 - 0 | Verdun              | 11 de abril | 16:00 |
| Juventude     | 0 - 2 | Palmeira            | 12 de abril | 16:00 |

| Académico Aeroporto | 8 - 0 | Académica Sal | 18 de abril | 14:00 |
| Palmeira            | 2 - 1 | Santa Maria   | 18 de abril | 16:00 |
| Verdun              | 0 - 1 | Juventude     | 19 de abril | 16:00 |

## Evolução dos posições
| Clube / Semana          | 01 | 02 | 03 | 04 | 05 | 06 | 07 | 08 | 09 | 10 |
| ----------------------- | -- | -- | -- | -- | -- | -- | -- | -- | -- | -- |
| Académica (Espargos)    | 6  | 6  | 6  | 6  | 6  | 6  | 6  | 6  | 6  | 6  |
| Académico do Aeroporto  | 3  | 3  | 2  | 1  | 1  | 1  | 1  | 1  | 1  | 1  |
| Futebol Clube Juventude | 5  | 5  | 5  | 4  | 5  | 5  | 5  | 5  | 5  | 5  |
| Palmeira                | 1  | 1  | 1  | 3  | 3  | 2  | 2  | 2  | 2  | 2  |
| SC Santa Maria          | 4  | 2  | 3  | 5  | 4  | 4  | 3  | 3  | 3  | 3  |
| Sport Clube Verdun      | 2  | 4  | 4  | 2  | 2  | 3  | 4  | 4  | 4  | 4  |

| Venceador Académico do Aeroporto 12a título |

## Estadísticas
- Melhor vitória::  Académico do Aeroporto 8-0 Académica do Sal (18 de abril)